# Schwarzer See (Schwarz)
Der Schwarzer See liegt in der Mecklenburgischen Seenplatte südlich von Mirow im Süden Mecklenburg-Vorpommerns. Der Schwarzer See ist Teil der südlich von Mirow befindlichen Seenkette aus Zotzensee, Vilzsee, Zethner See und dem Schwarzer See.
Er ist zirka 2,6 Kilometer lang und zwischen 200 und 950 Meter breit. Der See geht im Süden in den Zethner See über.
Der See hat ein ungegliedertes, bewaldetes Ostufer (die Halbinsel Holm) und ein stärker gegliedertes meist unbewaldetes Westufer mit mehreren Buchten. Die Höhenrücken über dem Ostufer erreichen fast die Einhundertmetermarke. Am Westufer befindet sich auch der Ort Schwarz mit einer kleineren vorgelagerten Insel.
Der See hat über den Vilzsee eine Verbindung zur Müritz-Havel-Wasserstraße und über den Mückenkanal eine schmale Verbindung zum Zotzensee.
Zu DDR-Zeiten bestand am See ein Kinder-Ferienlager als Zeltstadt.

## Trivia
Da der See nach dem Ort Schwarz benannt ist, heißt es „der Schwarzer See“ und nicht „der Schwarze See“.